# Văn phòng Các vấn đề Hồng Kông và Ma Cao
Văn phòng Các vấn đề Hồng Kông và Ma Cao thuộc Quốc vụ viện là một cơ quan hành chính thuộc Quốc vụ viện Cộng hòa Nhân dân Trung Hoa chịu trách nhiệm thúc đẩy hợp tác và phối hợp mối quan hệ chính trị, kinh tế và văn hóa giữa Trung Quốc đại lục và Đặc khu hành chính của Trung Quốc ở Hồng Kông và Ma Cao.

## Quản lý
Cơ quan này được thành lập năm 1978 và do Chủ nhiệm Văn phòng Các vấn đề Hồng Kông và Ma Cao đứng đầu. Có các Phó Chủ nhiệm hỗ trợ Chủ nhiệm điều hành văn phòng.
Cơ quan này chịu trách nhiệm trước Quốc vụ viện Cộng hòa Nhân dân Trung Hoa cũng như Tiểu tổ điều phối công tác Hồng Kông và Ma Cao Trung ương của Đảng Cộng sản Trung Quốc.

### Danh sách Chủ nhiệm
1. Liệu Thừa Chí (1978–1983)
2. Cơ Bằng Phi (1983–1990)
3. Lỗ Bình (1990–1997)
4. Liệu Huy (1997–2010)
5. Vương Quang Á (2010–2017)
6. Trương Hiểu Minh (2017–nay)

## Cơ cấu
- Vụ Thư ký và Hành chính
- Vụ Tổng hợp
- Vụ Chính sách và nghiên cứu
- Vụ Liên lạc
- Vụ Giao lưu
- Vụ Pháp luật
- Đảng ủy cơ quan (Vụ Nhân sự)

Từ tháng 6 năm 2017, việc kiểm tra kỷ luật trong văn phòng do Phan Thịnh Châu xử lý.